# Рембовский, Карл
Карл Рембовский (Рамбовский; XVIII век) — российский переводчик конца XVIII века.
Биографических сведений о его жизни сохранилось очень мало: неизвестны ни даты его рождения и смерти, ни даже настоящее имя: на титульных листах некоторых переводов его авторства указывалось «К. Рембовский» (без расшифровки), ввиду чего предполагается, что его звали Карл (под таким именем он фигурирует в энциклопедических изданиях).
Известно, что на рубеже 1770-х и 1780-х годов он был учеником гимназии при Московском университете из своекоштных дворян, а в 1782 году получил грамоту за успехи в изучении французского синтаксиса. Переводческой деятельностью активно занимался в 1780-е и 1790-е годы, переводил различную популярную зарубежную литературу для ряда московских издательств: до 1787 года был сотрудником М. П. Пономарева, затем работал у А. Г. Решетникова).
Главные переводы:
- «Родственник Магомета или целительное дурачество» Н. Фромаже (с французского, Москва, 1785, части 1—2, переиздано в 1789);
- «Венец добродетельной любви и подвиги человеколюбия» (Москва, 1787, перевод анонимного романа с немецкого);
- «Феаген и Смарагда: Африканская повесть» (с французского, одна из обработок «Эфиопики» Гелиодора, Москва, 1787),
- «Несчастный неаполитанец, или Приключения господина Розелли» Ж. Оливье (с французского: «L’Infortuné Napolitain ou les aventures du seigneur Roselli», Москва, 1792, части 1—5),
- «Превращения Метаморфозы Овидия», с примечаниями и историческими объяснениями (с французского, Москва, 1794),
- «Письма нещастных людей, изд. Эккартсгаузеном» (Москва, 1793),
- «Подлинные анекдоты Петра Великого» Я. Штелина (с немецкого, Москва, 1786; переиздано в 1787, 1789, 1793 и последующих годах).